# Sân vận động Cao Lãnh
Sân vận động Cao Lãnh là một sân vận động nằm ở phường Mỹ Trà, tỉnh Đồng Tháp, Việt Nam. Sân có sức chứa trên 20.000 chỗ ngồi và là sân nhà của Câu lạc bộ bóng đá Đồng Tháp, hiện đang thi đấu tại giải hạng Nhất Quốc gia.

## Vị trí
Sân nằm trên đường Lê Duẩn, phường Mỹ Trà, tỉnh Đồng Tháp. Đặc biệt sân Cao Lãnh nằm rất gần sông, vì thế khán giả từ mọi nơi trong tỉnh có thể đến với sân bằng đường sông và đường bộ.

## Lịch sử
Năm 1989, sau khi cùng tân binh Đồng Tháp lên ngôi vô địch toàn quốc, giám đốc Sở Thể dục Thể thao tỉnh Đồng Tháp lúc đó là ông Trần Ngọc Thành (Sáu Thành) đã đề nghị xin nhà thi đấu, trang thiết bị cho ngành thể thao địa phương và xin xây sân Cao Lãnh.
Sân được khánh thành vào ngày 6 tháng 10 năm 1996, thời điểm diễn ra trận chung kết giải Vô địch Quốc gia giữa Đồng Tháp và Công an Thành phố Hồ Chí Minh. Đồng Tháp đã giành chiến thắng 3-1 ở trận đấu này để giành chức vô địch ngay trên sân nhà.

## Mô tả
Sân có sức chứa khoảng 20.000 người. Khán đài A có hai tầng và mái che với sức chứa khoảng 8.000 người, khán đài B có sức chứa khoảng 6.000 người, trong khi hai khán đài C và D nhỏ hơn chỉ có sức chứa khoảng 3.000 người mỗi khán đài. Sân được trang bị dàn đèn để tổ chức thi đấu ban đêm.

### Các sự kiện được tổ chức
Hội khoẻ Phù Đổng toàn quốc năm 2000, Đại hội TDTT khu vực ĐBSCL lần 1 năm 2005…